# Yamaha MO
Yamaha MO - to seria stacji roboczych / syntezatorów firmy Yamaha, produkowanych od 2005 roku. MO jest uboższą wersją modelu Motif ES. W tej samej klasie jest Yamaha MM6, oraz konkurencyjny Roland Fantom Xa i Korg TR.

## Opis
Seria MO posiada wyświetlacz LCD, o rozdzielczości 240x64 piksele - taki sam, jak w modelu Motif ES. Parametry "live" kontroluje się za pomocą czterech pokręteł i suwaków. Każdemu z nich, można przypisać dowolną funkcję. Prócz tego, MO posiada też kontrolery Pitch Bend i Modulation. Brakuje będącego w ES kontrolera taśmowego Ribbon. Synteza, na której oparta jest seria MO, to znana AWM2 (Advanced Wave Memory 2, co w dosłownym tłumaczeniu znaczy: "Zaawansowana Pamięć Wave 2") - występuje m.in. w serii Motif, czy w serii EX. MO posiada 1859 próbek wave, zapisanych w 175MB pamięci, wykorzystanych w 512 brzmieniach fabrycznych i 64 zestawach perkusyjnych. Użytkownik ma 256 miejsc na swoje brzmienia i na 32 zestawy perkusyjne. MO posiada także brzmienia General Midi: 128 normalnych barw i 1 zestaw perkusyjny. Wszystkie brzmienia fabryczne pochodzą z modelu Motif ES. Yamaha MO oferuje 64 głosową polifonię bez podziału klawiatury oraz 32 głosy w przypadku podziału na 2 części.

## Modele
Seria Yamaha MO produkowana jest w dwóch wersjach:
- MO6 - 61 klawiszy (efekt Initaial Touch)
- MO8 - 88 klawiszy (Ballanced Hammer, Initial Touch)